# Sartora
Sartora là một chi bướm ngày thuộc họ Bướm nâu.